# Follow mich nicht
Follow mich nicht ist das dritte Mixtape der Hamburger Rapperin Haiyti. Es wurde am 24. März 2017 zum Download über das Label Hayati Records veröffentlicht.

## Produktion
Die Lieder des Mixtapes wurden von den Musikproduzenten AsadJohn, Yang Monty, Loopkingz INSTRMNTLS, Drunken Masters, Nikki 3k, Skool Boy, KitschKrieg und Fuchy for Kabul Fire Records produziert.

## Covergestaltung
Das Albumcover zeigt ein Handyfoto von Haiyti, auf dem sie einen Jogginganzug trägt und einen weißen Hund umarmt. Im oberen Teil des Bildes befindet sich der Titel Follow mich nicht in blauer Leuchtschrift.

## Gastbeiträge
Auf vier Liedern des Mixtapes sind neben Haiyti andere Künstler vertreten. So ist der Rapper Hustensaft Jüngling am Song Playboy Cartel beteiligt, während Greeny Tortellini auf Gothic Girl zu hören ist. Der Track Fiat Punto ist eine Kollaboration mit dem Rapper Kkuba102. Außerdem hat Burak einen Gastauftritt bei Moscow Mule.

## Titelliste
| #  | Titel                   | Gastmusiker         | Länge |
| -- | ----------------------- | ------------------- | ----- |
| 1  | Dope Game               |                     | 2:16  |
| 2  | Die mit dem Wolf tanzt  |                     | 3:04  |
| 3  | Moscow Mule             | Burak               | 2:57  |
| 4  | Nightliner              |                     | 3:07  |
| 5  | Playboy Cartel          | Hustensaft Jüngling | 3:27  |
| 6  | I’m Pretty But I’m Loco |                     | 2:49  |
| 7  | Fiat Punto              | Kkuba102            | 2:37  |
| 8  | Pegasus                 |                     | 2:46  |
| 9  | Gothic Girl             | Greeny Tortellini   | 3:30  |
| 10 | Nichts ist safe         |                     | 2:46  |
| 11 | Lagune                  |                     | 4:18  |
| 12 | Holla                   |                     | 3:12  |

## Videos
Am 16. März 2017 wurde ein Musikvideo zum Song Moscow Mule veröffentlicht und am 12. April bzw. 28. Mai 2017 folgten Videos zu I’m Pretty But I’m Loco sowie Dope Game.

## Rezeption
| Professionelle Bewertungen | Professionelle Bewertungen |
| -------------------------- | -------------------------- |
| Kritiken                   |                            |
| Quelle                     | Bewertung                  |
| laut.de                    | [ 2 ]                      |

Anastasia Hartleib von laut.de bewertete das Mixtape mit fünf von möglichen fünf Punkten. Aufgrund der Vielzahl an Produzenten setze Haiyti „mit Follow mich nicht nochmal einen drauf“. Die Flows würden „ausgefeilter, die Rap-Parts anspruchsvoller und die Hooks catchiger“ klingen. Thematisch wechsle Haiyti „mühelos zwischen Partyexzessen, düsteren Straßengeschichten und emotionaler Ehrlichkeit“.